# San Blas (Nayarit)
Pour les articles homonymes, voir San Blas et Blas.
San Blas est une ville portuaire de l'État de Nayarit au Mexique au bord de l'océan Pacifique.
La ville a été fondée au cours de la colonisation espagnole. Le port de San Blas était un des plus importants de la Nouvelle-Espagne et il a été le point de départ d'un grand nombre d'expéditions dans le Pacifique.